# John Hencken
John Frederick Hencken (ur. 29 maja 1954 w Culver City) – amerykański pływak. Wielokrotny medalista olimpijski.
Specjalizował się w stylu klasycznym. W igrzyskach brał udział dwukrotnie, startował w Monachium i Montrealu, łącznie zdobył trzy złote medale. Podczas Igrzysk Olimpijskich 1972 zwyciężył w wyścigu na 200 metrów, na dwukrotnie krótszym dystansie był trzeci. Cztery lata później indywidualnie triumfował na tym właśnie dystansie. Wielokrotnie bił rekordy świata. Podczas pierwszych mistrzostw świata w Belgradzie (1973) wywalczył dwa złote krążki.

## Starty olimpijskie
Monachium 1972
- 200 m żabką – złoto
- 100 m żabką – brąz

Montreal 1976
- 100 m żabką, 4 × 100 m st. zmiennym – złoto
- 200 m żabką – srebro